# Adam Kais

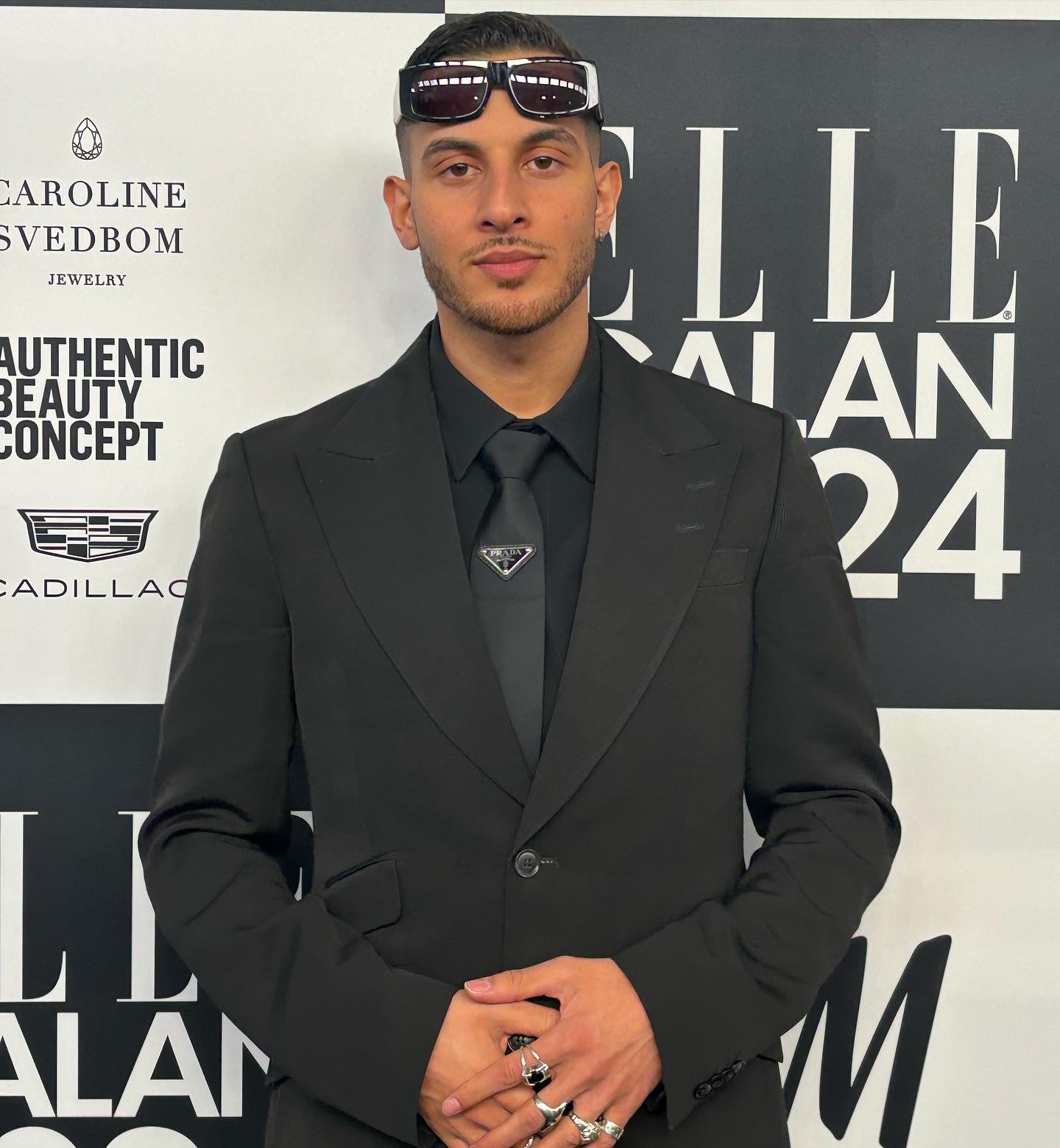
Adam Kais

Adam Kais Aziz (* 10. August 1996 in Istanbul) ist ein türkisch-schwedischer Schauspieler.

## Leben und Karriere
Adam Kais wurde in Istanbul geboren und wuchs später in Nyköping auf. Von 2019 bis 2023 absolvierte er seine Schauspielausbildung an der Teaterhögskolan in Malmö. Er wirkte unter anderem in Brinn mit. Sein Filmdebüt gab er 2022 in dem Kurzfilm Vi var barn då, die auf dem Göteborg Film Festival Premiere feierte. Seinen Durchbruch erzielte er mit der Rolle des Zaki in der zweiten Staffel der Netflix-Serie Snabba Cash. 2023 spielte er eine Nebenrolle im Thriller Bullets. Zudem wird er 2025 eine Hauptrolle in dem Film Handbok för superhjältar synchronisieren.

## Filmografie
Filme
- 2022: Vi var barn då (Kurzfilm)
- 2022: Snabba Cash (Fernsehserie)
- 2023: Bullets